# بت‌گرل (فیلم)
بت‌گرل (به انگلیسی: Batgirl) یک فیلم لغو شده آمریکایی در ژانر ابرقهرمانی بود که بر پایهٔ شخصیت باربارا گوردون / بت‌گرل از دی‌سی کامیکس ساخته شده بود. بت‌گرل توسط دی‌سی فیلمز و بِر! پروداکشنز برای سرویس پخش آنلاین اچ‌بی‌او مکس در دست تولید بود و به عنوان بخشی از فیلم‌های دنیای توسعه‌یافته دی‌سی محسوب می‌شد. این فیلم به کارگردانی عادل العربی و بلال فلاح و نویسندگی کریستینا هادسون و بازی لسلی گریس در نقش باربارا گوردون، در کنار بازیگرانی همچون جی. کی. سیمونز، برندن فریزر، جیکوب اسکیپیو و مایکل کیتون بود که برای اکران در سال ۲۰۲۲ برنامه‌ریزی شده بود.

## بازیگران
- لسلی گریس در نقش باربارا گوردون / بت‌گرل: یک قهرمان خودگمارده قانون در گاتهام سیتی و دختر کمیسر جیمز دبلیو. گوردون
- جی.کی. سیمونز در نقش جیمز گوردون: کمیسر اداره پلیس گاتهام سیتی، پدر باربارا و همدست بتمن
- برندن فریزر در نقش فایرفلای: یک جامعه ستیز روان‌آزار
- مایکل کیتون در نقش بتمن / بروس وین: تاجر سرشناس میلیاردری در گاتهام سیتی
- جیکوب اسکیپیو در نقش آنتونی برسی: رئیس اوباش در شهر گاتهام
- ربکا فرانت
- کوری جانسون
- ایوری آکینو